# Kurt Mantel
Kurt Mantel (* 12. Juni 1905 in Hohenberg an der Eger, Oberfranken; † 6. Mai 1982 in Freiburg im Breisgau) war ein deutscher Forstwissenschaftler.
Mantel gehört zu den bedeutendsten und bekanntesten Vertretern dieser Fachrichtung im 20. Jahrhundert. Er hat an fast allen Forstlehranstalten Deutschlands gelehrt und gewirkt und ist vor allem mit Arbeiten zu den Gebieten Forstgeschichte, Forstrecht, Forstpolitik und Holzmarktlehre hervorgetreten. Er zählt zu den produktivsten deutschen Forstschriftstellern.

## Leben
Kurt Mantel entstammte einer alten Forstfamilie des bayerischen Spessarts. Er war der Sohn des späteren Ministerialrats Josef Mantel. Sein Onkel Theodor Mantel war der Leiter der Bayerischen Staatsforstverwaltung, sein Bruder Wilhelm wurde ebenfalls ein bekannter Forstwissenschaftler. Kurt Mantel besuchte das Maximiliansgymnasium in München. Nach dem Abitur studierte er von 1923 bis 1927 Forstwissenschaft in Tharandt, Hann. Münden und München. Gleich zu Studienbeginn war er dem Corps Hubertia München beigetreten. Mit der forstgeschichtlichen Dissertation Geschichte des Ebersberger Forstes. Eine historisch-kritische Studie des Holzartenwechsels auf der Münchener Schotterebene wurde er 1929 bei den Professoren Max Endres und Ludwig Fabricius mit summa cum laude an der Staatswirtschaftlichen Fakultät der Ludwig-Maximilians-Universität München zum Dr. oec. publ. promoviert. Sein Referendariat in der Bayrischen Staatsforstverwaltung schloss er als bester von 30 Staatsanwärtern beim Konkurs von 1931 ab.
Anschließend begann er seine forstliche Laufbahn als Forstassessor. Während seiner Tätigkeit als Regierungsforstrat beim Regierungsforstamt Würzburg studierte er an der Rechts- und Staatswissenschaftlichen Fakultät der dortigen Universität gleichzeitig Jura. Dieses Studium schloss er 1933 mit der Promotion bei Wilhelm Laforet zum Dr. iur. ebenfalls mit summa cum laude ab. Das Thema seiner Dissertation war Der Gemeindewald in Bayern. Eine rechtsgeschichtliche und verwaltungsrechtliche Darstellung des bayerischen Gemeindewaldrechtes. Mit seinen beiden Dissertationen hatte er den Schwerpunkt seiner künftigen wissenschaftlichen Arbeit gefunden.
Auf Anregung seines Doktorvaters Laforet begann er noch im Jahr 1933 mit der Habilitation zum Thema Waldwirtschaft und Forstrecht im nationalsozialistischen Staate an der Rechts- und Staatswissenschaftlichen Fakultät und erhielt Anfang 1934 die venia legendi für Rechts- und Wirtschaftswissenschaften an der Universität Würzburg. In seiner kathedersozialistisch konzipierten Habilitationsschrift hatte Mantel die offiziellen Stellungnahmen der NSDAP zum Bodenrecht in systematische Form gebracht und die Forderungen Willi Parchmanns nach einer besonderen Autarkie der Forstwirtschaft gegenüber der Landwirtschaft und dem Ausland interpretiert. Mantel bewertete die nationalsozialistische Forstwirtschaft dabei aus der deutschen Denktradition heraus als „klassenversöhnend“ und damit „sozial“. War Mantels Analyse auch umsichtig vorgebracht, merkten die Nationalsozialisten aber, dass der Verfasser gerade wegen seiner gedanklich schlüssigen Ableitungen und Interpretationen Distanz wahrte und kein Nationalsozialist sein konnte. Nicht vergessen hatte man auch, dass sein Onkel Theodor Mantel sich geweigert hatte, der Partei beizutreten und 1934 als Chef der Bayerischen Staatsforstverwaltung abgetreten war.
Seine Habilitationsschrift ermöglichte ihm dann die Umhabilitation von Würzburg an die Forstliche Fakultät der Technischen Hochschule Dresden in Tharandt, wo Kurt Mantel ab dem Wintersemester 1934 einen Lehrauftrag für Forstpolitik, Forstgeschichte und Forstrecht sowie für die Allgemeinen Rechts- und Wirtschaftswissenschaften annahm. Dort geriet er sogleich unter Beobachtung des sächsischen Gauleiters und Ministerpräsidenten Martin Mutschmann. Dieser sorgte dafür, dass Mantel trotz überzeugender Leistungen an der Hochschule nur sehr langsam aufstieg. Am 3. August 1937 beantragte Mantel die Aufnahme in die NSDAP und wurde rückwirkend zum 1. Mai desselben Jahres aufgenommen (Mitgliedsnummer 4.319.477). Er wurde 1939 zum planmäßigen außerordentlichen Professor für Forstpolitik und Forstrecht sowie zum Direktor des Seminars für Forst- und Jagdrecht ernannt und übernahm nach dem Weggang von Franz Heske nach Hamburg 1941 vertretungsweise das Ordinariat für Forstpolitik und die Leitung des Instituts für Forstpolitik. Gauleiter Mutschmann und Dozentenführer Eduard Kirwald lehnten Mantel als Nachfolger Heskes jedoch ab, obwohl er als Erster auf der Vorschlagsliste der Tharandter Abteilung stand. Allerdings leitete Mantel die Hochschularbeitsgemeinschaft für Raumforschung in Tharandt. Während der Kriegsjahre 1941 bis 1944 war Mantel im Generalgouvernement Polen Leiter der Forstlichen Versuchsanstalt im Institut für Deutsche Ostarbeit Krakau und Direktor der Forsthochschule Lemberg bei gleichzeitiger Berufung zum dortigen ordentlichen Professor. Mutschmann legte Mantel jedoch weiter Steine in den Weg und bemühte sich noch 1944, beim Reichsforstamt in Berlin um ein Disziplinarverfahren gegen ihn. Der Gauleiter erreichte schließlich, dass die Krakauer Gestapo Mantel wegen „polenfreundlicher Einstellung“ die Vertretung von Heskes Lehrstuhl entzog.
Dem Vormarsch der Roten Armee 1945 entkommen, stand Mantel beim Zusammenbruch des Deutschen Reiches vor dem Nichts. Er hatte seine berufliche Stellung und seinen Besitz verloren, einschließlich aller seiner wissenschaftlichen Manuskripte und Sammlungen sowie seiner Bibliothek. Er ging an die Forstliche Fakultät der Georg-August-Universität Göttingen in Hannoversch Münden, wo er ab dem Wintersemester 1945/46 einen Lehr- und Vertretungsauftrag für die Fächer Forstgeschichte sowie Rechts- und Wirtschaftswissenschaften erhielt. Im Jahr 1950 wurde er Direktor des Instituts für Forstrecht und Forstgeschichte, verbunden mit einem planmäßigen außerordentlichen Lehrstuhl. Von der Spruchkammer schließlich vollständig rehabilitiert, folgte 1952 die Berufung zum persönlichen Ordinarius. Neben seinen Lehrverpflichtungen in Hann. Münden hielt er ab 1953 als Honorarprofessor auch Vorlesungen für Weltforstwirtschaft sowie Forst- und Holzwirtschaftpolitik an der Universität Hamburg. 1953 und 1954 wurde er zum Dekan der Forstlichen Fakultät der Universität Göttingen gewählt.
1954 folgte Kurt Mantel einem Ruf der Albert-Ludwigs-Universität Freiburg, als ordentlicher Professor das Institut für Forstpolitik und Holzmarktlehre zu leiten. Im Jahr darauf übernahm er auch das Institut für Forstgeschichte. Neben diesen beiden Instituten betreute er auch die dort 1960 gegründete Holzmarktforschungsstelle und von 1965 bis zu seiner Emeritierung auch die Abteilung Landespflege der Baden-Württembergischen Forstlichen Versuchs- und Forschungsanstalt.
Sein breites wissenschaftliches und ehrenamtliches Wirken erfuhr zahlreiche Würdigungen, darunter 1958 durch die Verleihung der Ehrendoktorwürde der Hochschule für Bodenkultur Wien sowie 1970 durch die Auszeichnung mit dem Großen Verdienstkreuz und 1975 mit dem Großen Verdienstkreuz mit Stern des Verdienstordens der Bundesrepublik Deutschland.
Kurt Mantel war dreimal verheiratet und hatte aus erster und zweiter Ehe zwei Töchter und einen Sohn, der Mediziner wurde.
Kurt Mantel starb am 6. Mai 1982 unerwartet in seinem Haus in Freiburg im Breisgau. Seine letzte Ruhe fand er im Familiengrab in Würzburg.

## Wissenschaftliche Leistungen
Gemessen an der Zahl und dem Umfang seiner wissenschaftlichen Veröffentlichungen – insgesamt um die 150 – ist Kurt Mantel neben Wilhelm Pfeil der fruchtbarste deutsche Forstschriftsteller. Ihm kommt das wesentliche Verdienst zu, die historischen, wirtschaftsgeographischen, nationalökonomischen und juristischen Fachrichtungen noch stärker in die forstwissenschaftliche Forschung integriert zu haben. Da er an fast allen Forstlehranstalten Deutschlands gelehrt und gewirkt hat, hinterließ er in der gesamten deutschen Forstwissenschaft dauerhafte Spuren.
Standardwerke von ihm sind die Forstliche Rechtslehre (1964) und die Holzmarktlehre (1973) sowie die posthum erschienene Abhandlung Wald und Forst in der Geschichte. Diese drei Bücher sind ausdrücklich als Lehr- und Handbücher konzipiert. Maßgebliche forsthistorische Schriften sind die von ihm herausgegebene Deutsche forstliche Bibliographie. 1560–1965 in drei Bänden (1967 bis 1972), die zusammen mit Josef Pacher erarbeitete Forstliche Biographie vom 14. Jahrhundert bis zur Gegenwart, deren erster Band Forstliche Persönlichkeiten und ihre Schriften vom Mittelalter bis zum 19. Jahrhundert 1977 erschien. Eine tiefschürfende Darstellung legte Mantel 1980 mit der Forstgeschichte des 16. Jahrhunderts unter dem Einfluß der Forstordnungen und Noe Meurers vor. Daneben hat er sich auch mit der Kulturgeschichte des Weihnachtsbaumes beschäftigt (1975). Seine oft richtungsweisenden Aufsätze aus den Jahren 1927 bis 1974 gab er 1974 gesammelt in vier Bänden heraus. Er war auch Herausgeber der Fachzeitschrift Der Forst- und Holzwirt und Gesamtschriftleiter der Forstlichen Umschau.

## Ehrenamtliche Tätigkeiten
Neben seiner wissenschaftlichen Tätigkeit engagierte sich Kurt Mantel ehrenamtlich in zahlreichen Organisationen, was ihn auch über die engeren akademischen Zirkel hinaus zu einer weithin bekannten und hoch angesehenen Persönlichkeit machte. Damit gelang es ihm zudem, die Entwicklung der Forstwirtschaft maßgebend zu beeinflussen. So betätigte er sich auf nationaler Ebene von 1952 bis 1972 als Präsident des Deutschen Verbandes Forstlicher Forschungsanstalten sowie auf internationaler Bühne ab 1952 als Mitglied des Internationalen Rates und von 1961 bis 1967 als Obmann der von ihm auch begründeten Sektion Forstgeschichte des Internationalen Verbandes Forstlicher Forschungsanstalten (IUFRO).
Sehr bedeutsam war auch seine Mitwirkung im Deutschen Forstwirtschaftsrat. In diesem Gremium war er von 1950 bis 1965 Vorsitzender des Rechts- und Forstpolitischen Ausschusses, Mitglied des Ständigen Ausschusses und des Holzmarktausschusses und fungierte in der Nachfolge Julius Speers von 1965 bis 1974 als Präsident. Wegmarken seiner Präsidentschaft waren das Forstpolitische Programm 1966, die Förderung der Forstlichen Zusammenschlüsse, steuerliche Erleichterungen für die Forstwirtschaft und seine maßgebliche Beteiligung bei der Ausgestaltung des Bundeswaldgesetzes.
Daneben war Mantel ab 1953 stellvertretender Vorsitzender und von 1958 bis 1965 Vorsitzender und Präsident des Forschungsrates für Ernährung, Landwirtschaft und Forsten sowie ab 1965 auch Mitpräsident und Vorsitzender der Sektion Forst- und Holzwissenschaften und ab 1964 forstlicher Beirat in der Interparlamentarischen Arbeitsgemeinschaft Bonn.
Weiter war er Vorsitzender des Holzmarktforschungsausschusses der Deutschen Gesellschaft für Holzforschung und Mitglied des Werbeausschusses der Arbeitsgemeinschaft Holz. Als Vertreter der Forst- und Holzwirtschaft gehörte er dem Verkehrsausschuss der Ständigen Tarifkommission der Bundesbahn an und war Mitglied des Kuratoriums für Forstpflanzenzüchtung. Bereits ab 1948 wirkte er als Vorstandsmitglied des Bundesverbandes der Schutzgemeinschaft Deutscher Wald (SDW).

## Ehrungen
- 1958: Ehrendoktor der Hochschule für Bodenkultur Wien
- 1959: Ehrenmitgliedschaft in der Finnischen Forstwirtschaftlichen Gesellschaft
- 1966: Aufnahme in die Akademie für Raumforschung und Landesplanung
- 1968: Berufung zum korrespondierenden Mitglied der Italienischen Akademie der Forstwissenschaften
- 1970: Großes Verdienstkreuz des Verdienstordens der Bundesrepublik Deutschland
- 1974: Ehrenmitglied des Deutschen Forstwirtschaftsrates
- 1975: Großes Verdienstkreuz mit Stern des Verdienstordens der Bundesrepublik Deutschland

## Schriften (Auswahl)

### Eigene Werke
- Geschichte des Ebersberger Forstes. Eine historisch-kritische Studie des Holzartenwechsels auf der Münchener Schotterebene, Dissertationsschrift, München 1929 (1930 zusammen mit dem Beitrag von Max Wopfner Der Windwurf 1920 im Forstamt Breitenthal und die Wiederaufforstung auch in Buchform veröffentlicht)
- Der Gemeindewald in Bayern. Eine rechtsgeschichtliche und verwaltungsrechtliche Darstellung des bayerischen Gemeindewaldrechtes, Dissertationsschrift, Würzburg 1933
- Waldwirtschaft und Forstrecht im nationalsozialistischen Staate, Habilitationsschrift, Berlin und Tharandt 1933 (aus: Forstwirtschaftliches Centralblatt, Heft 13–17/1933)
- Das neue Reichsjagdgesetz in jagdpolitischer und -rechtlicher Betrachtung, Berlin und Tharandt 1934 (aus: Tharandter Forstliches Jagdbuch, Band 85, Heft 10/1934)
- zusammen mit Paul Müller: Das Reichsjagdrecht. Kommentar zum Reichsjagdgesetz vom 3. Juli 1934 mit allen Ausführungsbestimmungen nebst Jagdstrafrecht und Jagdzivilrecht, Dresden 1935
- Das deutsche Forst- und Holzwirtschaftsrecht, Neudamm und Tharandt 1935 (aus: Wald und Holz, Band 2)
- Waldverbreitung und Waldeigentum im deutschen Raumplanungsrecht. Eine forstrechtliche, forstgeschichtliche und forstpolitische Skizze unter Benutzung der Bodennutzungserhebung 1935
  - Teil 1: Der Wald im deutschen Raum, Mitteilungen des Instituts für Forstpolitik an der Forstlichen Hochschule Tharandt Nr. 4, Berlin 1937
- Grundzüge der deutschen Forst- und Holzwirtschaftspolitik mit besonderer Berücksichtigung forst- und verwaltungsrechtlicher Fragen, Mitteilungen des Instituts für Forstpolitik an der Forstlichen Hochschule Tharandt, Nr. 7, und Neudammer Forstliches Lehrbuch, 9. Auflage, Neudamm und Berlin 1939
- Die Ordnung des deutschen Holzmarktes. Eine grundsätzliche wirtschaftsrechtliche und holzwirtschaftspolitische Betrachtung, (aus: Mitteilungen des Instituts für Forstpolitik an der Forstlichen Hochschule Tharandt, Nr. 8), Neudamm 1939
- Max Endres †. Eine Darstellung seines Lebens und Wirkens als Beitrag zur Geschichte der Forstwissenschaft, (aus: Forstwissenschaftliches Centralblatt, Heft 1/2 1941), Berlin und Tharandt 1941
- Die Anfänge der Forstorganisation und der Forstordnung in den vorderösterreichischen Landen im Jahre 1557, (aus: Allgemeine Forst- und Jagdzeitung, 129. Jahrgang 1958), Frankfurt am Main 1958
- Die Forst- und Holzwirtschaft in der EWG und EFTA, Schriftenreihe zum Handbuch für Europäische Wirtschaft Nr. 7, Baden-Baden und Bonn 1960 (zusammen mit Hans Löffler et al.)
- Forstliche Rechtslehre, Melsungen 1964 (Neubearbeitung von Hein Schlessmann in 2 Bänden, Melsungen 1982–1984)
- Forstgeschichtliche Beiträge. Ein Überblick über die Geschichte der Bewaldung, der Wald- und Holznutzung, der Wald- und Forstordnung und der Forstwissenschaft, Hannover 1965
- zusammen mit Anton Schneider: Holzverwendung in der Bauwirtschaft, Schriftenreihe der Forstlichen Abteilung der Albert-Ludwigs-Universität, Freiburg im Breisgau (Band 7), München, Basel und Wien 1967
- Deutsche forstliche Bibliographie. 1560–1965, 3 Bände, Mitteilung des Forstgeschichtlichen Instituts der Universität Freiburg im Breisgau, Hannover-Waldhausen 1967–1972
- Holzmarktlehre. Ein Lehr- und Handbuch der Holzmarktökonomie und Holzwirtschaftspolitik, Melsungen, Berlin, Basel und Wien 1973 ISBN 3-7888-002302
- Gesammelte Aufsätze. 1927–1974. Eine systematische Zusammenfassung als Quellensammlung, 4 Bände, Freiburg im Breisgau und Hannover-Waldhausen 1974
- Geschichte des Weihnachtsbaumes und ähnlicher weihnachtlicher Formen. Eine kultur- und waldgeschichtliche Untersuchung, Hannover 1975 (2. Auflage 1977, ISBN 3-7944-0098-4)
- zusammen mit Josef Pacher: Forstliche Biographie vom 14. Jahrhundert bis zur Gegenwart
  - Band 1: Forstliche Persönlichkeiten und ihre Schriften vom Mittelalter bis zum 19. Jahrhundert, Mitteilung des Instituts für Forstpolitik und Raumordnung der Universität Freiburg im Breisgau / Arbeitsbereich Forstgeschichte, Hannover 1976 (ISBN 3-7944-0077-1)
- Forstgeschichte des 16. Jahrhunderts unter dem Einfluß der Forstordnungen und Noe Meurers, Schriftenreihe der Forstwissenschaftlichen Fakultät der Universität Freiburg im Breisgau, Hamburg und Berlin 1980 (ISBN 3-490-01790-0)
- Wald und Forst in der Geschichte. Ein Lehr- und Handbuch, Alfeld und Hannover 1990 (ISBN 3-7944-0163-8) (in der Bearbeitung von Dorothea Hauff)

Neben zahlreichen Beiträgen für Fachzeitschriften verfasste Mantel auch mehrere Artikel für  die Neue Deutsche Biographie.

### Als Herausgeber und Bearbeiter
- Bayerisches Forstgesetz vom 28. März 1852. Forstgesetz für Bayern rechts des Rheins. In der Fassung der Bekanntmachung vom 4. Juli 1896 (GVBl. S. 325). Textausgabe mit Hinweisen, Vollzugsvorschriften und Vorschriftenanhang, Ausgabe nach dem Stande vom 1. Dezember 1930, München 1931 (Hrsg.)
- Das Reichswaldverwüstungsgesetz [Gesetz gegen Waldverwüstung] vom 18. Januar 1934 [RGBl. I S. 37] mit den bayerischen Vollzugsvorschriften vom 15. Juni 1934, dem Gesetz zur Überleitung des Forst- und Jagdwesens auf das Reich vom 3. Juli 1934 und der 1. Durchführungsverordnung vom 12. Juli 1934, München und Berlin 1934 (Hrsg.)
- Die neue Rechts- und Wirtschaftsordnung im Sudetengau. Ein Überblick über die Entwicklung seit der Eingliederung der sudetendeutschen Gebiete in das Großdeutsche Reich von Rudolf Bronec und R. Burock, (aus: Tharandter Forstliches Jahrbuch, Band 91/92), Berlin 1940 (Hrsg.)
- Stand und Ergebnisse der forstlichen Forschung seit 1945 (Hrsg. und Bearbeiter)
  - Seit 1945,  Schriftenreihe des Land- und hauswirtschaftlichen Auswertungs- und Informationsdienstes (Heft 37), Frankfurt am Main 1953
  - Stand und Ergebnisse der forstlichen Forschung 1951–1953,  Schriftenreihe des Land- und hauswirtschaftlichen Auswertungs- und Informationsdienstes (Heft 76), Bad Godesberg 1955
  - 1962–1964, Schriftenreihe des Land- und hauswirtschaftlichen Auswertungs- und Informationsdienstes (Heft 138), Frankfurt am Main 1965
  - Stand und Ergebnisse der forstlichen Forschung. 1965–1968, Forschungsrat für Ernährung, Landwirtschaft und Forsten / Sektion Forst- und Holzwirtschaftswissenschaft, Freiburg im Breisgau 1969
- Das Buch vom deutschen Wald. Ein Führer zu Heimatliebe und Heimatschutz von Carl Wilhelm Neumann, Hannover 1954 (Bearbeiter)
- Forstwissenschaft im Dienste der Praxis, Schriftenreihe der Forstlichen Abteilung der Albert-Ludwigs-Universität, Freiburg im Breisgau (Band 1), München, Basel und Wien 1962 (Hrsg.)

Kurt Mantel war auch Herausgeber der Schriftenreihe Veröffentlichungen des Institutes für Forstgeschichte und Forstrecht der Forstlichen Fakultät der Georg-August-Universität Göttingen in Hann. Münden, Herausgeber der Fachzeitschrift Der Forst- und Holzwirt und Gesamtschriftleiter der Forstlichen Umschau.

## Zitate
- „Die Bevölkerung weiter Teile Deutschlands, besonders der industriellen Ballungsgebiete, ist darauf angewiesen, ihre Erholung in der Natur zu suchen und dabei freien Zutritt zum Wald zu haben. Auf der anderen Seite ist es aber notwendig, den Wald in seiner natürlichen Schönheit und wirtschaftlichen Leistung zu erhalten und ihn vor den mit dem offenen Zutritt verbundenen Gefahren zu schützen.“[6]